# 塞巴赫丁·厄兹蒂尔克
塞巴赫丁·厄兹蒂尔克（土耳其語：Sebahattin Öztürk，1969年1月6日—），土耳其男子摔跤运动员。他曾代表土耳其参加世界摔跤锦标赛，获得一枚金牌、一枚银牌和一枚铜牌。他也曾参加1992年和1996年夏季奥林匹克运动会。